# Guyancourt
Guyancourt is een gemeente in het Franse departement Yvelines (regio Île-de-France) en telt 25.079 inwoners (1999). De plaats maakt deel uit van het arrondissement Versailles en is een van de twaalf gemeenten van de nieuwe stad Saint-Quentin-en-Yvelines.
Hélène Boucher, een Franse vliegtuigpilote, verongelukte hier op 30 november 1934.
De stad is de thuisbasis van Observatorium van Versailles-Saint-Quentin-en-Yvelines.

## Geografie
De oppervlakte van Guyancourt bedraagt 13,0 km², de bevolkingsdichtheid is 1929,2 inwoners per km².
De onderstaande kaart toont de ligging van Guyancourt met de belangrijkste infrastructuur en aangrenzende gemeenten.

## Demografie
Onderstaande figuur toont het verloop van het inwonertal (bron: INSEE-tellingen).